# Robert Gates
Robert »Bob« Michael Gates, ameriški častnik, obveščevalec in politik, * 25. september 1943, Wichita, Kansas.
Novembra 2006 ga je predsednik ZDA George W. Bush predlagal za novega sekretarja za obrambo ZDA. Predhodno je bil več kot 25 let zaposlen pri CIA; bil je tudi direktor te ustanove.